# Dumitru Osipov
Dumitru Osipov (n.  ?) a fost un agronom și inginer din Republica Moldova, deputat în legislaturile 1994-1998 (din partea Alianței Frontului Popular Creștin Democrat) și 1998-2001 (din partea Blocului electoral Convenția Democrată din Moldova) ale Parlamentului Republicii Moldova.

## Biografie
S-a născut în satul Boghenii Vechi din raionul Ungheni. Și-a început cariera de cercetător la sfârșitul anilor 1970. A făcut studiile Universitatea Tehnică din Chișinău și doctoratul la Institutul de Fizică al Academiei de Științe. A lucrat ca inginer în fizică aplicată.
La sfârșitul anilor 1980, Osipov a participat în mișcarea de eliberare națională. În 1994 a fost ales deputat în Parlamentul Republicii Moldova pe listele Alianței Frontului Popular Creștin Democrat, urmând să revină în Parlament și în legislatura următoare, din partea Blocului electoral Convenția Democrată din Moldova. Până în 2001 a fost vicepreședintele Comisiei pentru protecție socială, sănătate și familie, apoi consultant principal în Comisia pentru mediu.
În perioada anilor 2005-2021, Osipov a lucrat ca șef adjunct și coordonator al Secției Sinteze Informaționale la Inspectoratul pentru Protecția Mediului, contribuind la publicarea Anuarului Statistic de Mediu.